# Barbie: Lâu đài kim cương
Barbie: Lâu đài kim cương là một bộ phim hoạt hình máy tính 2008 phim được công chiếu vào ngày 9 tháng 9 năm 2008.

## Phân vai
- Kelly Sheridan vai Barbie/Liana
- Melissa Lyons vai Barbie/Liana (hát)
- Cassidy Ladden vai Teresa/Alexa
- Sierra Boggess vai Teresa/Alexa (hát)
- Maryke Hendrikse vai Melody
- Lara Janine vai Melody (hát)
- Kathleen Barr vai Lydia
- Mark Acheson vai Slyder
- Scott McNeil vai Troll
- Jeremy From vai Jeremy
- Noel Johansen vai Ian
- Nicole Oliver vai Dori/Maid
- Heather Doerksen vai Phaedra/Waitress
- Michael Dobson vai Innkeeper
- Ron Halder vai Butler

## Original Soundtrack

### Track listing
| STT | Nhan đề                                | Sáng tác              | Thời lượng |
| --- | -------------------------------------- | --------------------- | ---------- |
| 1.  | "Connected (End Title)"                | Amy Powers, Guy Roche | 3:41       |
| 2.  | "Two Voices, One Song"                 |                       | 3:25       |
| 3.  | "We're Gonna Find It"                  |                       | 3:07       |
| 4.  | "Believe"                              |                       | 3:34       |
| 5.  | "Two Voices, One Song (Movie Version)" |                       | 1:28       |
| 6.  | "Wonderful Me"                         |                       | 3:18       |
| 7.  | "We're Gonna Find It (Movie Version)"  |                       | 3:16       |
| 8.  | "Double Vision"                        |                       | 1:48       |
| 9.  | "Connected"                            |                       | 3:44       |
| 10. | "I Need to Know"                       |                       | 3:38       |
| 11. | "Shine"                                |                       | 3:11       |